# Doras
Doras – rodzaj słodkowodnych ryb sumokształtnych z rodziny kirysowatych (Doradidae).

## Występowanie
Ameryka Południowa.

## Klasyfikacja
Gatunki zaliczane do tego rodzaju:
- Doras carinatus
- Doras higuchii
- Doras micropoeus
- Doras phlyzakion
- Doras zuanoni
- † Doras dioneae[3]

Gatunkiem typowym jest Silurus carinatus (D. carinatus).